# Sojuz T-8
Sojuz T-8 byla sovětská kosmická loď řady Sojuz, která v roce 1983 letěla k orbitální stanici Saljut 7. Jelikož se nevyklopila anténa systému IGLA, nemohlo dojít ke spojení. Let byl předčasně ukončen.

## Posádka
- Vladimir Titov, velitel, CPK
- Gennadij Strekalov, palubní inženýr, RKK Eněrgija
- Alexandr Serebrov, kosmonaut-výzkumník